# Великая чайная гонка 1866

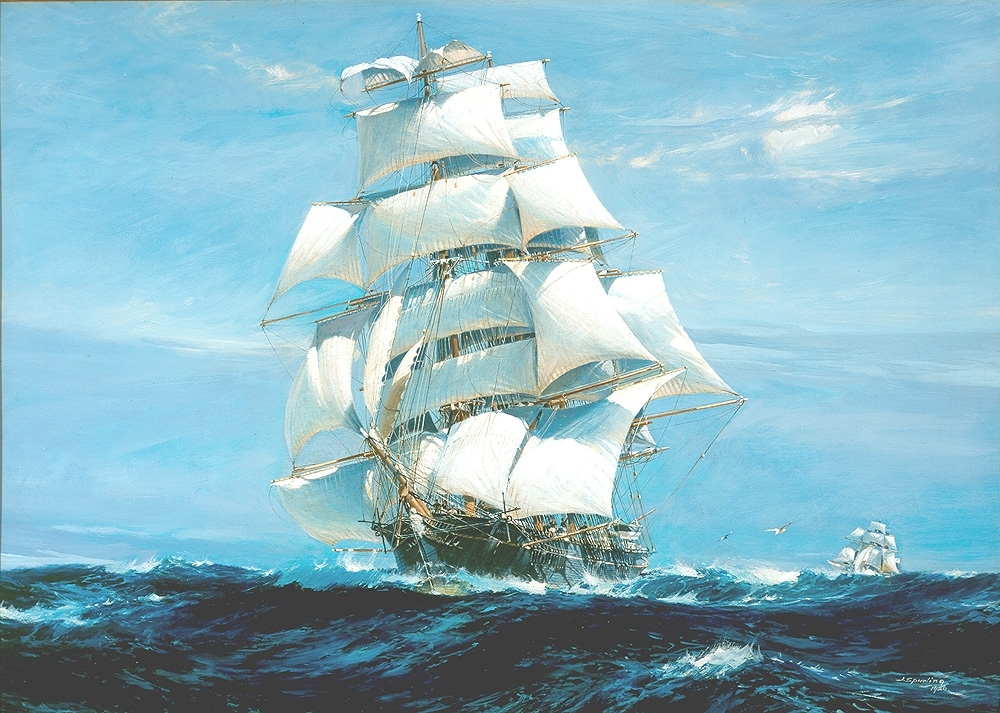
Художник Джек Спёрлинг. «Ариэль» и «Тайпинг» во время чайной гонки. 1926 год.

Великая чайная гонка 1866 года (англ. Great Tea Race of 1866) — самая известная чайная гонка, в которой участвовали 16 самых быстроходных клиперов.

## История

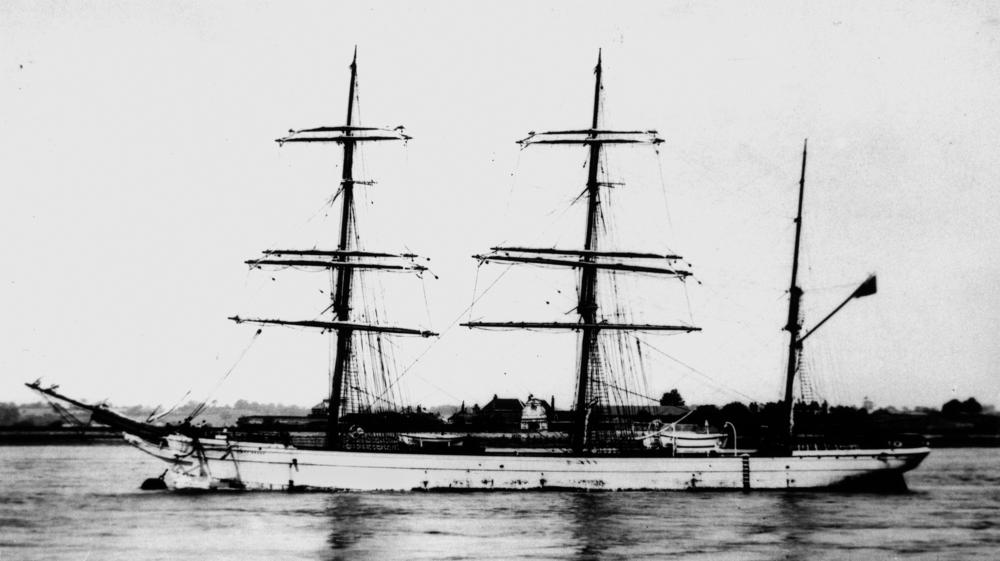
«Файери Кросс».

В 1860-х годах чайные гонки приобрели большую известность в Великобритании. Значительная часть населения следила за их ходом и делала ставки на возможных победителей. Самая известная из них, проводилась в 1866 году. Между 26 и 28 мая 1866 года с рейда города Фучжоу (Китай) стартовали шестнадцать клиперов. «Гончие псы океана» — так назывались клиперы в Британии — доставляли чай из Китая за три-четыре месяца. В случае победы в гонках капитаны и команды получали денежный приз, а сам корабль — «Голубую ленту», вымпел на мачту.
Чаще всех в них побеждал клипер «Fiery Cross» (англ. «Пламенный Крест»): в 1861—1863 и 1865 годах. Этот корабль сошёл со стапелей Ливерпуля в 1860 году. Его длина составляла около 56 м, ширина — менее 10. Он перевозил за один рейс около 400—450 тонн чая.
В 1866 году в гонке участвовали несколько новых клиперов, которые могли составить ему конкуренцию: «Тайпинг», «Серика (клипер)» и «Ариэль». Они были приблизительно равны по своим характеристикам. Их предельная скорость превосходила 16 узлов (около 30 км/час), а крейсерская составляла 14 узлов (26 км/час).

## Погрузка

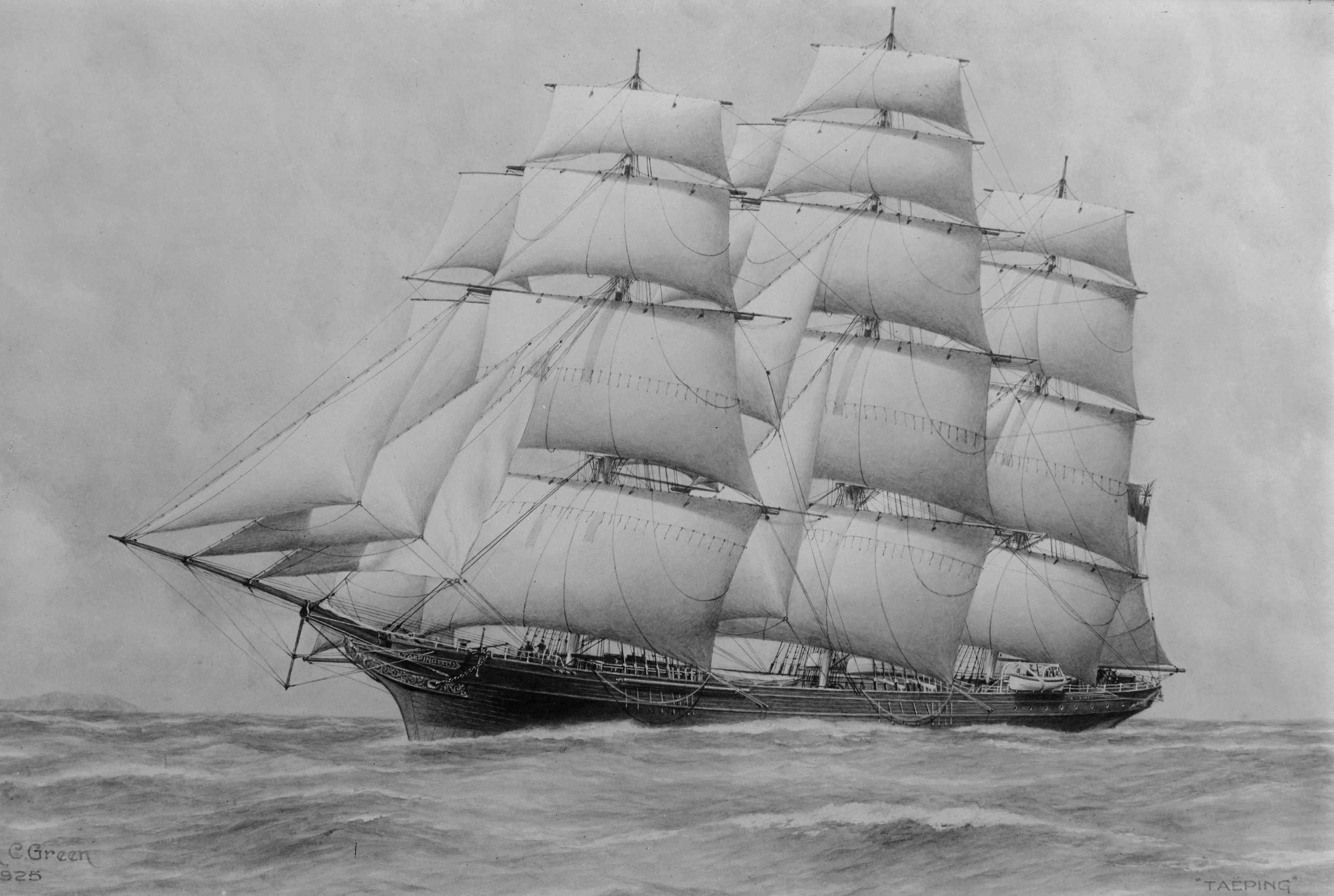
«Тайпинг»

Отправным моментом гонок считалась погрузка товара. В этом случае она производилась в нижнем течении реки Мин недалеко от города Фучжоу. Фаворитом гонки считался «Ариэль», лишь год назад сошедший со стапелей. Им руководил опытный капитан Джон Кэй. «Ариэль» завершил погрузку первым, но клипер нёс самый большой груз — 1 230 900 фунтов (558,3 тонны) чая, и буксир долго не мог вывести его в море.
Пока «Ариэль» пытался выйти в море, «Файери Кросс», капитан которого не стал заниматься бюрократией, вышел в рейс. К тому же «Файери Кросс» был существенно меньше новых клиперов и нёс небольшой груз.

## Гонка

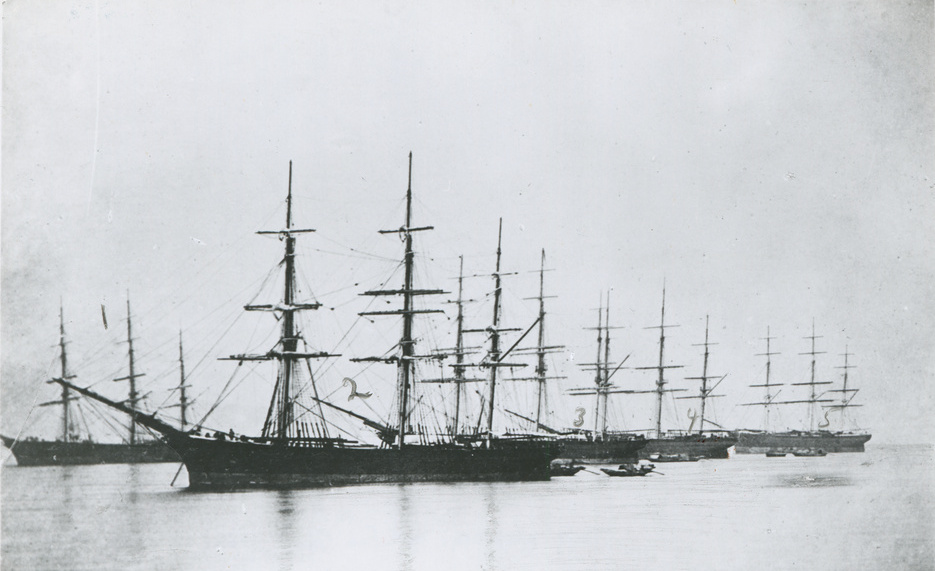
Пагода Анкоридж, Фучжоу, в 1866 году. Чайные клиперы выстроились в очередь в ожидании своего груза. На снимке слева направо — «Чёрный принц», «Файери Кросс», «Тайсинг», «Тайпинг» и «Летящая шпора»

Сама гонка началась 29 мая. Буксир «Ариэля» опрокинулся и выход клипера в море состоялся через 14 часов после «Файери Кросса». «Тайпинг» и «Серика» вышли в море ещё позднее. Казалось, что их погрузка завершится примерно в одно время, но по разным причинам остальные судна задержались, и фактически борьба разгорелась между пятью клиперами. Все они были примерно одного тоннажа (700—800 регистровых тонн) и имели на борту по 500 тонн чая. Путь до Лондона составлял 14 тысяч морских миль (26 тысяч километров), а со всеми галсами, неизбежными для парусных кораблей, доходил до 15,8 тысяч морских миль (более 29 тысяч километров).
Четыре судна — «Ариэль», «Тайпинг», «Серика» и «Файери Кросс» — всю дорогу шли борт в борт и порой даже видели друг друга. Мыс Доброй Надежды, опережая их, первым обогнул «Файери Кросс», а остальные суда шли тесной группой вслед за лидером. У экватора «Тайпинг» значительно сократил разрыв, а у Канарских островов вышел вперёд. В это время капитан «Ариэля» принял рискованное решение: понадеявшись на хороший ветер, он пошёл по более длинному пути, надеясь выиграть в скорости. Манёвр удался, и он выбился в лидеры. Неожиданно для всех вперёд стал вырываться «Тайпинг». Выйдя из Фучжоу последним, у Азорских островов он отставал от «Ариэля» всего на два часа. От Азорских островов до Ла-Манша клиперы мчались на предельной скорости к берегам Британии.

### Заключительный этап гонки
5 сентября в Ла-Манш первым вошёл «Ариэль», однако «Тайпинг», которым командовал капитан Дональд Маккиннон, находился на небольшом расстоянии от него. Через четыре часа мимо острова Уайт прошла «Серика», догоняя лидеров.
Первые два клипера одновременно приняли на борт лоцманов и вошли в устье Темзы. Вскоре к двум лидерам подтянулась «Серика» которая наверстала четыре часа отставания. Были вызваны буксиры для захода в Темзу. «Ариэлю» достался плохой буксир. «Тайпинг» вышел вперёд, но оба корабля вынуждены были ждать прилива.

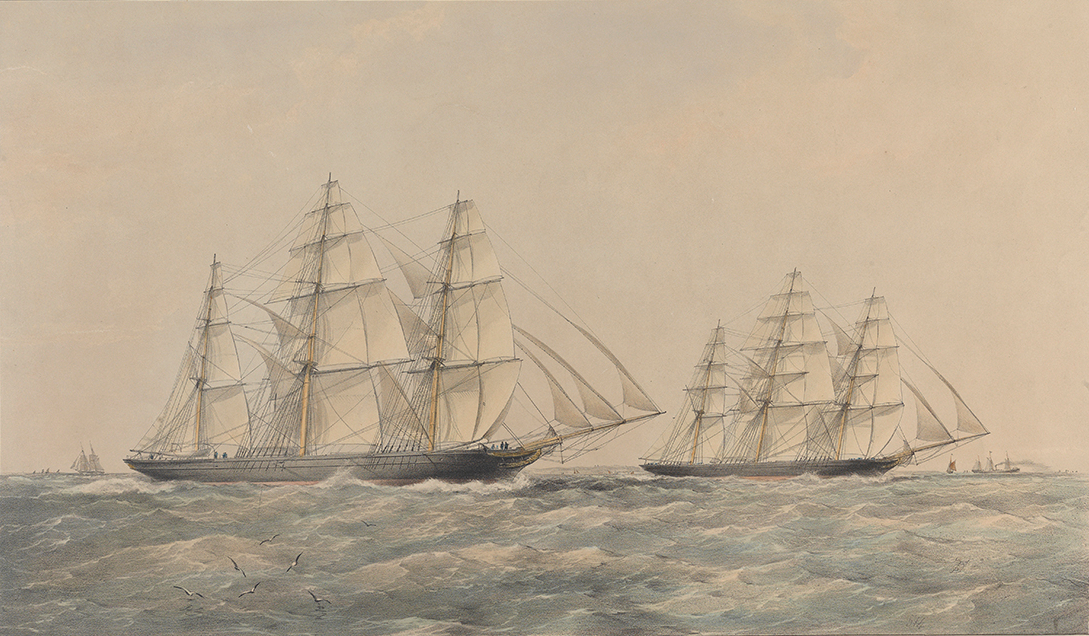
«Тайпинг» и «Ариэль» мчатся по проливу Ла-Манш. Художник Томас Даттон.

Осадка «Тайпина» была меньше и он вошёл в порт через малые ворота, а «Ариэль» из-за большей осадки вынужден был идти по более длинному пути. «Серика» отстала от лидеров на полтора часа. Отставание «Файери Кросс» составило полтора дня, но оно ещё больше увеличилось, так как ворота порта к его прибытию оказались закрыты. По Темзе все три судна шли с буксирами практически одновременно. «Тайпинг» вошел в Лондонский док в 9 ч. 45 мин; «Ариэль» — в Ост-Индский док в 10:15; «Серика» — в Вест-Индский док в 11.30. Все они прошли 16 000 миль за 99 суток. «Файри Кросс» и «Тайцзин» пришли позже и показали результат 101 сутки.
В итоге 6 сентября 1866 года к финишу первым пришел «Тайпинг». На основании договора владельцы «Тайпинга» заработали премию в 10 шиллингов за тонну и разделили её с владельцами «Ариэля», а капитан Мак-Кинон, заработавший отдельно 100 фунтов стерлингов наградных, разделил их с капитаном команды «Ариэля» Кэем.
Последняя настоящая гонка чайных клиперов прошла в 1872 году. В этой гонке развернулась борьба за лидерство между «Катти Сарк» и «Фермопилами». Клипер «Ариэль» из неё не вернулся, «Тайпинг» потерпел крушение (погиб) годом ранее в Южно-Китайском море.
Благодаря чайным гонкам появилась известная морская поговорка: «Нет ничего прекраснее скачущей лошади, танцующей женщины и чайного клипера, идущего под всеми парусами».